# Мозго, Игорь Николаевич
И́горь Никола́евич Мозго́ (род. 19 декабря 1959) — российский дипломат. Чрезвычайный и полномочный посланник 1 класса (2023).

## Биография
Окончил Горьковский сельскохозяйственный институт (1984) и Дипломатическую академию МИД России (1994). Владеет английским и сербским языками. На дипломатической работе с 1994 года.
В 1990—1993 годах — народный депутат РСФСР/РФ. Координатор фракции Смена — Новая политика, заместитель председателя Комитета Верховного Совета по делам молодёжи, член Комитета Верховного Совета по международным делам и внешнеэкономическим связям.
В 1994—1995 годах — первый секретарь Департамента по делам СНГ МИД России.
В 1995 году — наблюдатель Миссии ОБСЕ в Югославии.
В 1996—1997 годах — советник Первого департамента стран СНГ МИД России.
В 1997—2000 годах — советник Посольства России в Туркменистане.
В 2000—2003 годах — советник Департамента информации и печати МИД России.
В 2003—2006 годах — советник Посольства России в Гане.
В 2006—2008 годах — советник Посольства России в Эритрее.
В 2008—2009 годах — старший советник Департамента по связям с субъектами Федерации, парламентом и общественными объединениями (ДСПО) МИД России.
В 2009—2013 годах — начальник отдела ДСПО МИД России.
В 2013—2021 годах — заместитель директора ДСПО МИД России.
С 17 мая 2021 по 25 марта 2025 года — чрезвычайный и полномочный посол Российской Федерации в Эритрее. Копии верительных грамот вручил 16 июля министру иностранных дел Эритреи Осману Салеху.

## Дипломатический ранг
- Чрезвычайный и полномочный посланник 2 класса (11 июня 2019)[4].
- Чрезвычайный и полномочный посланник 1 класса (9 июня 2023)[5].

## Награды
- Медаль ордена «За заслуги перед Отечеством» II степени (10 февраля 2020) — За большой вклад в реализацию внешнеполитического курса Российской Федерации и многолетнюю добросовестную дипломатическую службу[6].

## Семья
Женат, имеет взрослых сына и дочь.